# Carlo Rizzo (Schauspieler)
Carlo Rizzo (* 30. April 1907 in Triest; † 26. Juli 1979 in Mailand) war ein italienischer Schauspieler.

## Leben
Nach dem Besuch eines Technischen Institutes entschied sich Rizzo, Neffe des Schauspielers Carlo Lombardo, ebenfalls für die darstellende Kunst und trat zunächst in Varietés auf. Bald wurde er für Revuen entdeckt, wo er sich schnell zum Partner und Stichwortgeber Erminio Macarios entwickelte, an dessen Seite er auch seine ersten Filme ab 1939 drehte. Daneben arbeitete er auch für das Radio, als Synchronsprecher und schließlich für das Fernsehen. Neben seinen Bühnenauftritten an der Seite Macarios spielte er auch in dem 1956 für ihn von Garinei und Giovannini geschriebenen Carlo no farlo mit Carlo Dapporto und neben Wanda Osiris in I fuoriserie.
Der meist sympathische und schlaue (oft auch bauernschlaue), aber launische Figuren verkörpernde Rizzo gründete zu Beginn der 1960er Jahre zusammen mit seinem Bruder Alfredo auch eine eigene Schauspielgesellschaft, die aber nach kurzer Zeit wieder aufgelöst werden musste.
Rizzo war mit der ehemaligen Ballerina der Gebrüder Schwarz, Rosita Pinkel, verheiratet.

## Filmografie (Auswahl)
- 1939: Imputato alzatevi!
- 1950: Abgeschoben (Deported)
- 1952: Abenteuer in Rom (When in Rome)
- 1955: Der große Regen (The Rains of Ranchipur)
- 1957: Die Monte Carlo Story (Monte Carlo)
- 1958: Anna von Brooklyn (Anna di Brooklyn)
- 1970: Die Clowns (I clowns)
- 1976: Sorbole… che romagnola!